# Burn (canção de Ellie Goulding)
"Burn" é uma canção da artista musical inglesa Ellie Goulding contida  no relançamento de seu segundo álbum de estúdio Halcyon Days (2013). Foi composta pela própria cantora juntamente Ryan Tedder, Brent Kutzle e Noel Zancanella, sendo produzida por Greg Kurstin. A faixa foi lançada com primeiro single da reedição do disco em 5 de julho de 2013.

## Antecedentes
"Burn" foi originalmente gravada por Leona Lewis para seu terceiro álbum de estúdio Glassheart (2012), porém, a faixa acabou por ser  descartada do alinhamento final do disco. Horas depois do lançamento oficial da versão de Goulding, foi publicada na internet uma demo da canção na voz Lewis. Enquanto que a versão de Leona possui batidas tropicais sintetizadas, a produção de Ellie diferencia-se com uma sonoridade indie pop.

## Crítica profissional
Sam Lansky, do Idolator, declarou que com a "inconfundível voz de Ellie faz com que a canção ganha uma melodia mais relaxante e  etérea, mas sua sonoridade comercial a torna perfeita para as rádios (...) este talvez seja seu single mais mercantil desde 'Lights'". Amy Sciarretto, do Pop Crush, comentou que apesar de "Burn" ser "inegavelmente cativante, ainda não é faixa mais memorável da cantora até então." Sciarretto também disse que a composição "deixa um pouco a desejar, devido ao fato dos temas de 'queima' e 'fogo' ser altamente abordado nas músicas pop". Ela concluiu sua resenha afirmando que "Burn" "não soa como a canção fundamental que elevará a carreira da artista, ainda mais nas rádios, mas seus fãs irão adorar isso."

## Faixas e formatos
| Download digital |        |         |  |
| N.º              | Título | Duração |  |
| 1.               | "Burn" | 3:51    |  |

| CD single |                         |         |  |
| N.º       | Título                  | Duração |  |
| 1.        | "Burn"                  | 3:48    |  |
| 2.        | "Hearts Without Chains" | 3:45    |  |

| Extended play (EP) digital de remixes |                                   |         |  |
| N.º                                   | Título                            | Duração |  |
| 1.                                    | "Burn"                            | 3:51    |  |
| 2.                                    | "Burn" (Tiësto's Club Life Remix) | 5:17    |  |
| 3.                                    | "Burn" (Mat Zo Remix)             | 6:42    |  |
| 4.                                    | "Burn" (Maths Time Joy Remix)     | 4:10    |  |